# Lumbres
Lumbres ist eine französische Gemeinde mit 3577 Einwohnern (Stand: 1. Januar 2022) im Département Pas-de-Calais in der Region Hauts-de-France. Sie gehört zum Arrondissement Saint-Omer und zum Kanton Lumbres. Die Einwohner werden Lumbrois genannt.

## Lage
Die Gemeinde Lumbres liegt im Regionalen Naturpark Caps et Marais d’Opale im Norden des Artois am Fluss Aa, in den hier der Zufluss Bléquin einmündet. Nachbargemeinden von Lumbres sind Acquin-Westbécourt im Nordwesten und Norden, Quelmes im Norden und Nordosten, Setques im Osten, Elnes im Südosten und Süden, Affringues im Südwesten und Westen sowie Bayenghem-lès-Seninghem im Nordwesten. Durch die Gemeinde führt die Route nationale 42.

## Bevölkerungsentwicklung
| Jahr                       | 1962 | 1968 | 1975 | 1982 | 1990 | 1999 | 2006 | 2012 | 2022 |
| Einwohner                  | 3207 | 3599 | 3803 | 4107 | 3944 | 3873 | 3763 | 3802 | 3577 |
| Quellen: Cassini und INSEE |      |      |      |      |      |      |      |      |      |

## Sehenswürdigkeiten
- Kirche Saint-Sulpice, erbaut 1854–1863, Monument historique (seit 1980)[1]
- zahlreiche Mühlen

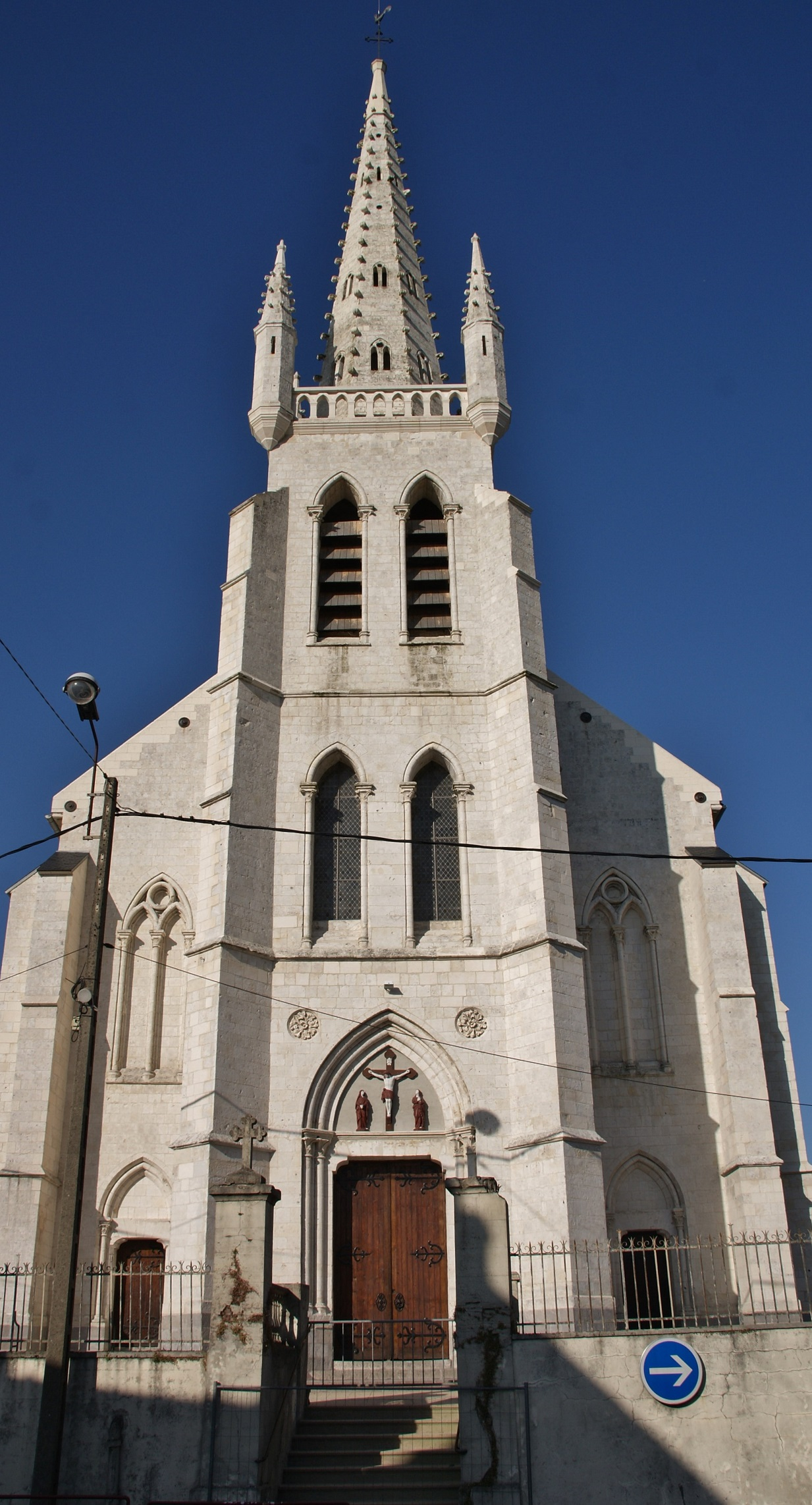
Kirche Saint-Sulpice
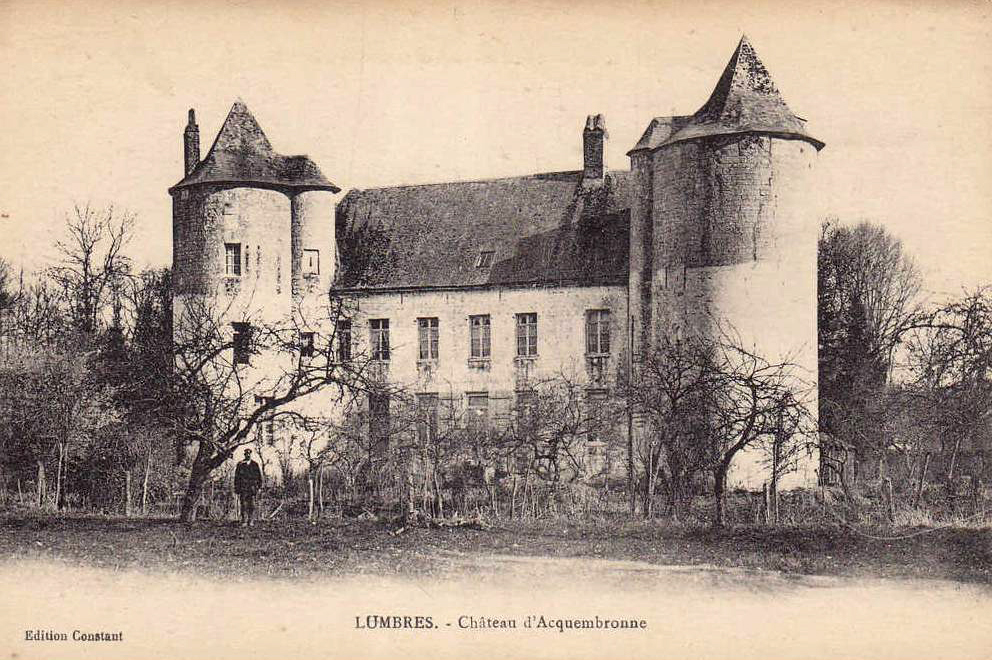
Schloss Acquembronne (um 1910)
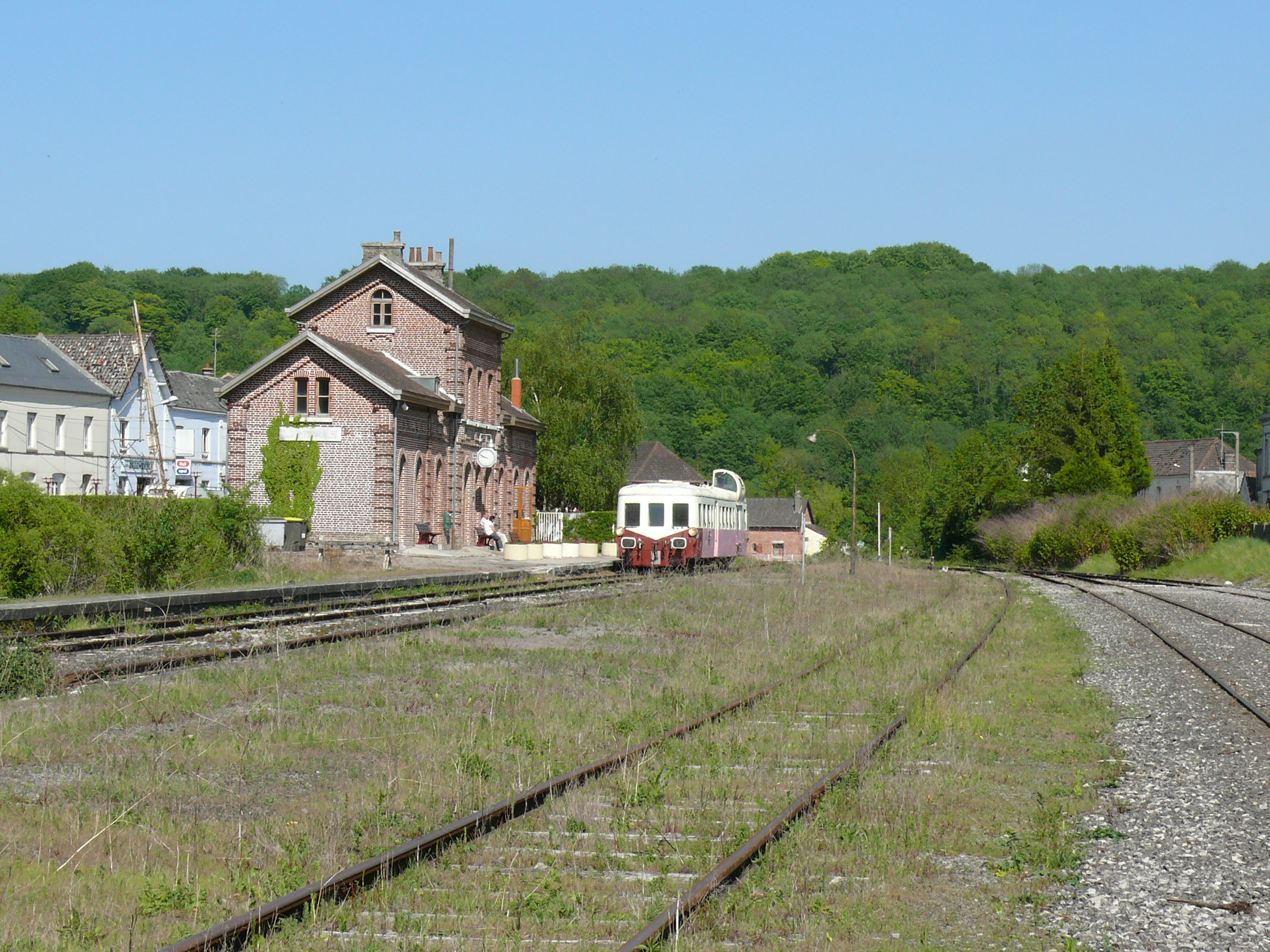
Bahnhof

## Persönlichkeiten
- Léon Bence (1929–1987), Mediziner

## Belege
1. ↑  Église Saint-Sulpice in der Base Mérimée des französischen Kulturministeriums (französisch)